# Pitfall!
Pitfall Harry's Jungle Adventure, popularmente conhecido simplesmente por  Pitfall!, é um jogo eletrônico de plataforma lançado pela Activision em 1982 para os consoles Atari 2600, Atari 5200, Atari 8-bit, ColecoVision, Commodore 64, Intellivision e Sega SG-1000. Com pouco mais de 4 milhões de cópias vendidas, Pitfall é o segundo jogo mais vendido para o Atari 2600, atrás apenas de Pac Man. Pitfall! é creditado como o precursor do gênero de plataforma de rolagem lateral (side-scrolling)
Quando Pitfall! foi vendido originalmente, qualquer um que atingisse mais de 20 000 pontos poderia enviar à Activision uma foto da tela da televisão para receber o prêmio Pitfall! Harry Explorer Club. Desta forma, pode-se dizer que a Activision foi a primeira desenvolvedora de jogos a oferecer o sistema de “Achievments”.
Outra curiosidade sobre Pitfall! é que o comercial de televisão deste game contou com o ator Jack Black, aos 13 anos, em seu primeiro papel na TV.

## Jogabilidade
O jogador deve mover seu personagem, conhecido como Pitfall Harry, através de uma floresta tipo labirinto em uma tentativa de recuperar 32 tesouros em um período de 20 minutos. Nesse tempo ele deve derrotar a densa floresta, com suas cobras, morcegos e insetos.
No caminho Pitfall deve superar inúmeros riscos, incluindo poço de piche, areia movediça, buracos, troncos de árvore parados ou rolando, cascavel, escorpião, fogo, morcego, e crocodilo. Harry pode pular sobre esses obstáculos, ou evitá-los de outras maneiras como escalar, correr e se abaixar na hora certa, e, em certos lugares, se balançar sob cipós.
Segundo David Crane, o game foi desenvolvido em "círculo", com a última tela sendo ligada à primeira. Ao todo, são 255 telas, que foram criadas através de um algoritmo envolvendo contadores polinomiais, para gerar cada tela de maneira quase aleatória.

## História e produção

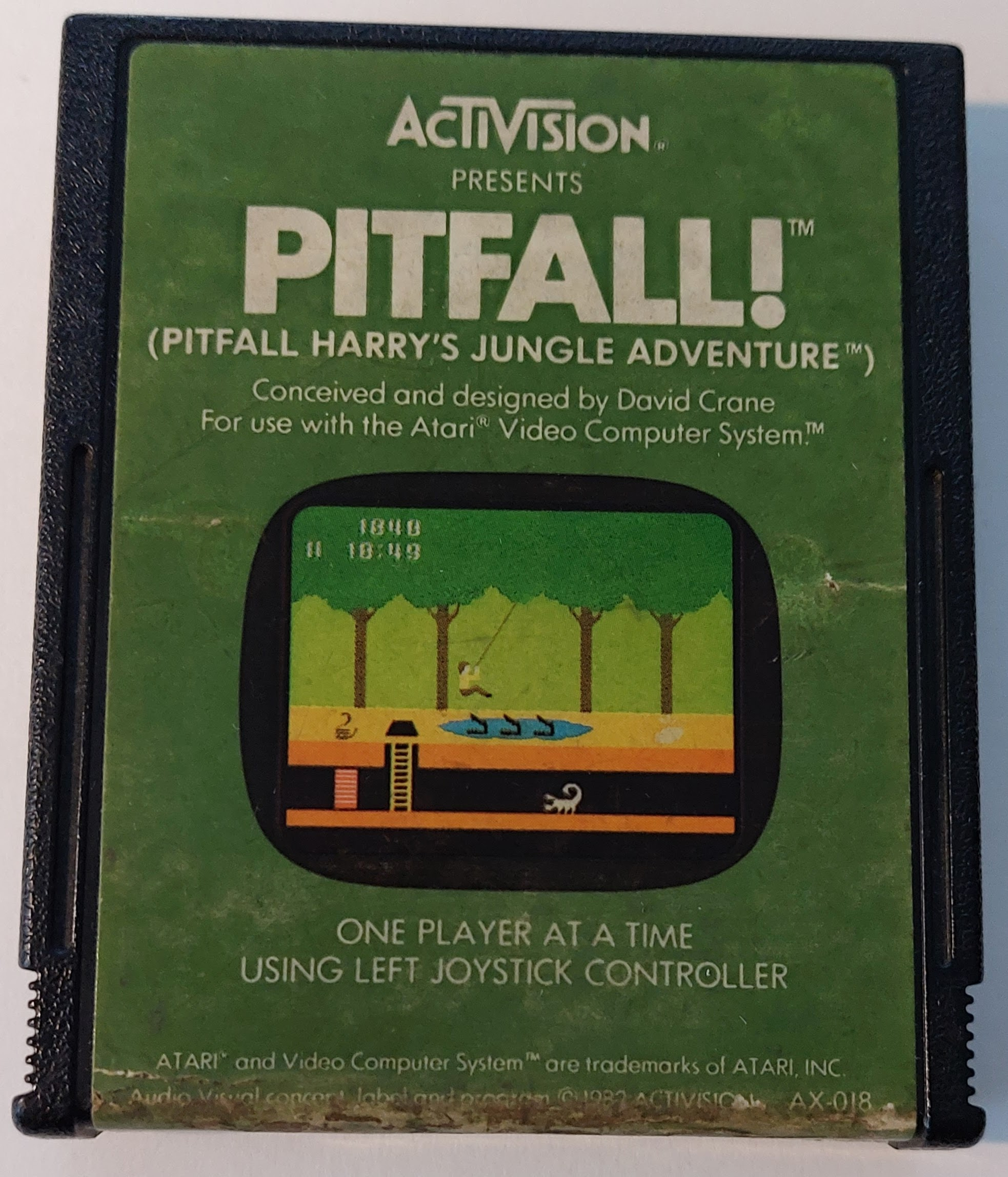
Cartucho do jogo Pitfall! para Atari 2600.

Pitfall! foi criado por David Crane, um programador que trabalhou para a Activision no início da década de 1980. Em uma entrevista para a revista Edge em novembro de 2003, David descreveu como, em 1979, ele desenvolveu a tecnologia para mostrar uma imagem mais realística de um homem correndo, e em 1982, como ele estava a procura de um jogo adequado para usá-lo.
| “ | Sentei-me com uma folha de papel em branco e desenhei uma figura no centro. Eu disse: "Ok, eu tenho um homenzinho correndo e vamos colocá-lo em um caminho [mais duas linhas desenhadas no papel]. Onde está o caminho? Vamos colocá-lo em uma selva [desenhei algumas árvores]. Por que ele está correndo [desenhei tesouros para juntar, inimigos para evitar, etc]? E assim nasceu Pitfall!" Todo este processo levou cerca de dez minutos. Cerca de 1.000 horas de programação depois, o jogo estava completo. | ” |

O jogo alcançou detalhes técnicos inéditos, como uma ausência de cintilação, multi-colorido e sprites, em um sistema com um hardware reconhecidamente primitivo.
Por conta da limitação de espaço do cartucho e dos 128 bytes da memória RAM do Atari, o programador optou pela ausência de um final, propriamente, para o jogo. "Se eu colocasse um final, teria menos espaço de memória para programar o jogo em si e ele acabaria não sendo tão bom", relatou David Crane.

## Recepção
| Críticas profissionais | Críticas profissionais |
| Avaliações da crítica  | Avaliações da crítica  |
| Fonte                  | Avaliação              |
| ---------------------- | ---------------------- |
| AllGame Guide          | [ 7 ]                  |
| Arcade Express         | (8/10)                 |

Possivelmente por causa do grande sucesso de Indiana Jones e Os Caçadores da Arca Perdida, Pitfall! para o Atari 2600 foi o videogame doméstico mais vendido de 1982 e do primeiro trimestre de 1983. Em meados de janeiro de 1983, havia sido o jogo mais vendido na parada da Billboard por sete semanas - muito mais bem-sucedido que o rival ET, que a Atari pagou US$ 21 milhões para licenciar - e permaneceu na primeira posição por 64 semanas. Danny Goodman, da Creative Computing Video & Arcade Games, declarou que Pitfall! foi "um destaque" entre as dezenas de jogos anunciados no Consumer Electronics Show de verão de 1982. O Arcade Express revisou a versão do Atari 2600 do Pitfall! em agosto de 1982, afirmando que "pode muito bem ser o melhor jogo de aventura já produzido para o Atari VCS" e com uma pontuação de 8 em 10. Os Jogos Eletrônicos, em junho de 1983, elogiaram os "excelentes gráficos e as variadas brincadeiras" da versão 2600.

### Prêmios e Indicações
| Ano  | Prêmio/Publicação       | Categoria                              | Notas/Info           | Resultado | Ref.  |
| ---- | ----------------------- | -------------------------------------- | -------------------- | --------- | ----- |
| 1983 | 4th annual Arkie Awards | Best Adventure Video Game              | Versão do Atari 2600 | Venceu    | [ 9 ] |
| 2013 | Entertainment Weekly    | Um dos 10 melhores jogos do Atari 2600 |                      | incluído  | [ 3 ] |

## Legado
Pitfall! é creditado como o precursor do gênero de plataforma de rolagem lateral (side-scrolling); embora a tela não rolasse, ele tinha todos os recursos de tais jogos, como a capacidade de viajar para cima e para baixo em vários níveis de jogo. Para se ter uma ideia, muitas das mecânicas de jogo foram usadas em jogos como Prince of Persia, por exemplo. Foi Pitfall! também que introduziu o cenário da selva nos videogames.
Além disso, Pitfall! também foi muito mais longo do que outros jogos do Atari 2600 de sua época, que normalmente duravam apenas alguns minutos. Isso ocorreu devido à maioria desses jogos serem ports de jogos arcade, onde o tempo curto de jogo incentivava os jogadores a gastar mais dinheiro.
Pitfall! é, também, considerado um dos jogos mais influentes do sistema Atari 2600; introduziu o cenário da selva nos videogames. Muitas das mecânicas de jogo foram usadas em jogos como Prince of Persia.

## Remakes e Sequências
Vários remakes foram criados para sistemas de computadores (como Commodore 64, Apple II, Atari 800 e TRS-80 Color Computer), assim como para consoles domésticos (como ColecoVision e Intellivision).
O sucesso do jogo deu origem à série de jogos Pitfall!, contando com os seguintes jogos: Pitfall II: Lost Caverns (1983), Super Pitfall (1987), Pitfall: The Mayan Adventure (1994), Pitfall 3D: Beyond the Jungle (1998), Pitfall: The Lost Expedition (2004). Alguns dos jogos da série permitiam jogar o Pitfall! original, como o The Mayan Adventure e The Lost Expedition.
Pitfall! apareceu como um mini-game no jogo Marvel: Ultimate Alliance e The Jungle Book.

## Adaptação para televisão
Em 1983, Pitfall! foi adaptado para uma série animada de televisão como parte do programa Saturday Supercade da CBS, sob o nome de Pitfall Harry. A história envolve basicamente Harry, sua sobrinha Rhonda, e seu leão covarde Quickclaw explorando várias terras em busca de tesouros escondidos. Depois da primeira temporada, Pitfall Harry foi substituído por Kangaroo. A série não foi lançada oficialmente em DVD ou VHS.

## Recordes
O brasileiro Rodrigo Lopes bateu o recorde mundial do jogo, em 2006, ao terminar o jogo com 114 000 pontos, sem perder "vidas" e com um tempo restante de 1 minuto e 42 segundos. Além de, no seu entendimento, comprovar que o jogo da Activision tem fim, entrou para o Guinness Book pelo feito inédito.